# The Ideal Crash
Albums de dEUS
In A Bar, Under The Sea
(1996) No More Loud Music
(2001)
The Ideal Crash est le troisième album du groupe dEUS. Il est enregistré à Bruxelles, à Londres et en Espagne. Il est mixé à l'Olympic Studio par David Bottrill.
Stef Kamil Carlens, qui a quitté le groupe après l'album précédent, est remplacé par Danny Mommens. dEUS gagne en popularité, spécialement en France, notamment grâce au single Instant Street.
Cet album connait un succès rapide en Belgique en devenant disque d'or (25 000 ventes) en une semaine. En avril 2008, The Ideal Crash s'est vendu à plus de 250 000 exemplaires.
En 2019, une version 20th Anniversary Edition est éditée en CD et vinyle, agrémentée de démos, d'inédits et de versions rares. L'album est remasterisé aux Studios Abbey Road. Il s'ensuit une tournée européenne au printemps 2019 où l'album est interprété en entier.

## Liste des morceaux
1. Put The Freaks Up Front (dEUS) – 5:14
2. Sister Dew (Tom Barman, Craig Ward) – 5:35
3. One Advice, Space (Barman, Ward, Kelvin Smits) – 5:46
4. The Magic Hour (Barman, Ward) – 5:23
5. The Ideal Crash (Barman, Ward, Danny Mommens) – 5:00
6. Instant Street (Barman, Ward, Mommens) – 6:15
7. Magdalena (Barman, Ward, Mommens) – 4:58
8. Everybody's Weird (Barman, Ward) – 4:51
9. Let's See Who Goes Down First (Klaas Janzoons, Ward) – 6:23
10. Dream Sequence #1 (Barman, Ward) – 6:31

## 20th Anniversary Edition
Disc 2 : Demo's, Live Recordings & Rarities
1. Sam Peckinpah's Daughter (Demo)
2. Shoulda Snuck Out (Demo - Unreleased Track)
3. There
4. Sister Dew (Demo)
5. Instant Street (Demo)
6. You Can't Deny What You Liked As A Child
7. Exotica (Demo - Let's See Who Goes Down First)
8. Dreamsong (Demo - Dream Sequence #1)
9. Magdalena (Live At Bataclan, Paris, 1999)